# Las Cumbres: Das Internat
Las Cumbres: Das Internat ist eine spanische Mystery-Thriller-Fernsehserie, die am 19. Februar 2021 auf Amazon Prime Video erschien. Produziert wurde die Serie von Atresmedia Studios und Globomedia (The Mediapro Studio). Sie ist ein Reboot der Serie El Internado, die ursprünglich von 2007 bis 2010 ausgestrahlt wurde.

## Handlung
Die Geschichte spielt in einem Internat für problematische Teenager in einem alten, von der Welt isolierten Kloster, in dem die Schüler strenger Disziplin ausgesetzt sind. Vier Schüler, Manuel Villar, Amaia Torres, Paul Uribe und seine Schwester Adele Uribe, planen, aus Las Cumbres wegzulaufen. Adele macht in letzter Minute einen Rückzieher und Paul kann es nicht übers Herz bringen, seine Schwester zurückzulassen. Also rennen Amaia und Manuel in den Wald. Manuel stolpert und wird bewusstlos. Amaia beobachtet, wie eine dunkle Gestalt, die einem Pestarzt ähnelt, ihn aufhebt und wegträgt. Als sie kurz darauf von Mara, der Schulleiterin, und Mario, dem Sportlehrer, gefasst wird, tun diese ihre Behauptungen als Fantasie ab. Amaia, Paul und ihre Freunde nehmen es auf sich, herauszufinden, was mit Manuel Villar passiert ist. Ihre Bemühungen führen zu einer alten Geheimgesellschaft, La Logia del Nido del Cuervo, der Loge des „Rabennests“, und zu anderen Mysterien in Las Cumbres.

## Darsteller

### Hauptdarsteller
| Schauspieler     | Charakter                          | Staffel         | Staffel         | Staffel         |
| Schauspieler     | Charakter                          | 1               | 2               | 3               |
| ---------------- | ---------------------------------- | --------------- | --------------- | --------------- |
| Asia Ortega      | Amaia Torres                       | Hauptdarsteller | Hauptdarsteller | Wiederkehrend   |
| Albert Salazar   | Paul Uribe                         | Hauptdarsteller | Hauptdarsteller | Hauptdarsteller |
| Ramiro Blas      | Darío Mendoza                      | Hauptdarsteller | Hauptdarsteller |                 |
| Joel Bosqued     | Álvaro León                        | Hauptdarsteller | Hauptdarsteller | Hauptdarsteller |
| Alberto Amarilla | Elias                              | Hauptdarsteller |                 |                 |
| Mina El Hammani  | Elvira                             | Hauptdarsteller | Hauptdarsteller | Hauptdarsteller |
| Claudia Riera    | Inés Mendoza Vázquez/Alicia Bernal | Hauptdarsteller | Hauptdarsteller | Hauptdarsteller |
| Carlos Alcaide   | Manuel "Manu" Villar               | Hauptdarsteller | Hauptdarsteller | Hauptdarsteller |
| Paula del Río    | Paz Espinosa                       | Hauptdarsteller | Hauptdarsteller |                 |
| Daniela Rubio    | Adele Uribe                        | Hauptdarsteller | Hauptdarsteller | Hauptdarsteller |
| Daniel Arias     | Eric Guerrero                      | Hauptdarsteller | Hauptdarsteller |                 |
| Gonzalo Díez     | Julio Ramírez                      | Hauptdarsteller | Hauptdarsteller |                 |
| Natalia Dicenta  | Mara                               | Hauptdarsteller | Hauptdarsteller | Hauptdarsteller |
| Lucas Velasco    | Mario Salazar                      | Wiederkehrend   | Wiederkehrend   | Hauptdarsteller |
| Lydia Pavón      | Zoe Cruz                           |                 |                 | Hauptdarsteller |

### Nebendarsteller
- Kandido Uranga  als Arturo, der Klosterabt
- Irene Anula

- Nicolas Cazale
- Annick Weerts
- Alberto Berzal
- Asier Hernández
- Clara Galle

## Episodenliste

### Staffel 1
| Nr. (ges.) | Nr. (St.) | Deutscher Titel | Originaltitel | Erstausstrahlung ES | Produzent      |
| ---------- | --------- | --------------- | ------------- | ------------------- | -------------- |
| 1          | 1         | Folge 1         | Episode 1     | 19. Feb. 2021       | Jesús Rodrigo  |
| 2          | 2         | Folge 2         | Episode 2     | 19. Feb. 2021       | Jesús Rodrigo  |
| 3          | 3         | Folge 3         | Episode 3     | 19. Feb. 2021       | Carles Torrens |
| 4          | 4         | Folge 4         | Episode 4     | 19. Feb. 2021       | Denis Rovira   |
| 5          | 5         | Folge 5         | Episode 5     | 19. Feb. 2021       | Denis Rovira   |
| 6          | 6         | Folge 6         | Episode 6     | 19. Feb. 2021       | Carles Torrens |
| 7          | 7         | Folge 7         | Episode 7     | 19. Feb. 2021       | Denis Rovira   |
| 8          | 8         | Folge 8         | Episode 8     | 19. Feb. 2021       | Carles Torrens |

### Staffel 2
| Nr. (ges.) | Nr. (St.) | Deutscher Titel | Originaltitel | Deutschsprachige Erstausstrahlung (D) | Produzent    |
| ---------- | --------- | --------------- | ------------- | ------------------------------------- | ------------ |
| 9          | 1         | Folge 1         | Episode 1     | 1. Apr. 2022                          | Denis Rovira |
| 10         | 2         | Folge 2         | Episode 2     | 1. Apr. 2022                          | Denis Rovira |
| 11         | 3         | Folge 3         | Episode 3     | 1. Apr. 2022                          | Mikel Rueda  |
| 12         | 4         | Folge 4         | Episode 4     | 1. Apr. 2022                          | Mikel Rueda  |
| 13         | 5         | Folge 5         | Episode 5     | 1. Apr. 2022                          | Denis Rovira |
| 14         | 6         | Folge 6         | Episode 6     | 1. Apr. 2022                          | Mikel Rueda  |
| 15         | 7         | Folge 7         | Episode 7     | 1. Apr. 2022                          | Denis Rovira |
| 16         | 8         | Folge 8         | Episode 8     | 1. Apr. 2022                          | Mikel Rueda  |

### Staffel 3
| Nr. (ges.) | Nr. (St.) | Deutscher Titel | Originaltitel | Deutschsprachige Erstausstrahlung (D) | Produzent      |
| ---------- | --------- | --------------- | ------------- | ------------------------------------- | -------------- |
| 17         | 1         | Folge 1         | Episode 1     | 7. Apr. 2023                          | Alexandra Graf |
| 18         | 2         | Folge 2         | Episode 2     | 7. Apr. 2023                          | Oriol Ferrer   |
| 19         | 3         | Folge 3         | Episode 3     | 7. Apr. 2023                          | Alexandra Graf |
| 20         | 4         | Folge 4         | Episode 4     | 7. Apr. 2023                          | Oriol Ferrer   |
| 21         | 5         | Folge 5         | Episode 5     | 7. Apr. 2023                          | Laura Belloso  |
| 22         | 6         | Folge 6         | Episode 6     | 7. Apr. 2023                          | Oriol Ferrer   |

## Produktion
Die Serie ist ein Reboot der Serie El internado, die ursprünglich von 2007 bis 2010 ausgestrahlt wurde. Für das Drehbuch waren Asier Andueza, Laura Belloso, Sara Belloso und Abraham Sastre verantwortlich. Denis Rovira, Carles Torrens und Jesús Rodrigo führten bei den Episoden Regie. Im Abspann läuft der Song Corre, gesungen von Natalia Lacunza. Die Dreharbeiten begannen am 3. März 2020 in Navarra.  Zu den Drehorten gehörten das Kloster Irache in Navarra, San Sebastián, Hondarribia, Lazkao, Usurbil, Ergoien, Bilbao, Anglet und Oiartzun.